# 稲田周一
稲田 周一（いなだ しゅういち、1902年（明治35年）2月26日 - 1973年（昭和48年）2月5日）は、日本の内務・宮内官僚。侍従長、官選滋賀県知事。

## 経歴
新潟県出身。政治学者・稲田周之助の長男として生まれる。開成中学校、第一高等学校を卒業。1924年11月、高等試験行政科試験に合格。1925年3月、東京帝国大学法学部法律学科（独法）を卒業。内務省に入省し佐賀県属となり内務部産業課兼地方課に配属された。
1927年4月、地方事務官・群馬県工場監督官兼社会課長に就任。拓務事務官を経て、1931年12月、内閣官房に転じ内閣書記官・内閣官房総務課勤務となる。以後、内閣官房会計課長、同総務課長、兼同会計課長などを歴任。
1945年4月、滋賀県知事に就任し終戦を迎えた。1946年1月に知事を退任し、同年2月、宮内省内記部長に就任。同年5月、侍従次長となるが、同年9月から1950年10月まで公職追放となる。
1950年（昭和25年）10月13日、宮内庁長官の田島道治が昭和天皇に拝謁した際に、公職追放解除となる稲田のことを話題にした記録が残る。
追放解除後に侍従次長に復帰し、1965年3月から1969年9月まで侍従長を務め退官した。
1973年2月5日、肝臓がんのため宮内庁病院で死去。

## 親族
- 父 稲田周之助（法学博士・中央大学教授）
- 弟 稲田清助（文部事務次官）

## 栄典
外国勲章佩用允許
- 1944年（昭和19年）7月20日 - 満州国国勢調査紀念章[5]

## 関連文献
- 岸田英夫『侍従長の昭和史』朝日新聞社、1982年。改訂版『天皇と侍従長』朝日文庫、1986年。評伝を収録
- 『NHKスペシャル セレクション　昭和天皇二つの「独白録」』東野真編、日本放送出版協会、1998年。稲田による1946年2月から47年1月までの備忘録を収録